# Nathan Lane
Joseph Nathan Lane (Jersey City, 3 de febrero de 1956) es un actor y comediante estadounidense.
Es conocido por interpretaciones en diversas comedias, como por ejemplo su papel como Pepper Saltzman en Modern Family, así como en doblaje siendo la voz de Timón en la trilogía El rey león y de Snowbell en Stuart Little.
Es abiertamente gay y un conocido activista en favor de los derechos de los homosexuales. Cabe destacar su papel como personaje en la serie de televisión Modern Family, donde interpreta al organizador de bodas homosexual Pepper Saltzman.

## Biografía
Su nombre real es Joseph Lane, pero lo cambió porque había oído que existía un actor llamado de la misma forma. Eligió Nathan por el protagonista de la obra Guys and Dolls. Un actor formado en el teatro que tuvo una infancia bien particular (padre alcohólico y madre maniaca-depresiva), lo que volcó en una vis cómica de excepción.
Hizo su debut en 1976 en la pieza teatral Jerz, en Nueva York. En 1980 se mudó a Los Ángeles, donde formó un dúo cómico junto a Patrick Stack. Al año siguiente tuvo una pequeña participación en el drama televisivo Jacqueline Susann's Valley of the Dolls, que relataba la vida de tres mujeres que llegaban a Nueva York a buscar fama y fortuna.
En 1982 hizo su debut en Broadway con la obra Present Laughter, de Noel Coward. De ahí integraría en el reparto de la serie televisiva One of the Boys, con Mickey Rooney, Dana Carvey y Meg Ryan.
En 1983 volvió a Broadway con el musical Merlín, haciendo del príncipe Fergus. El musical fue uno de los fracasos más grandes por el alto coste de su producción y su nulo impacto. También aparecían Chita Rivera y un jovencísimo Christian Bale.
Siguió con su carrera en el teatro, alternando con el cine y la televisión, destacando obras como
The Lisbon Traviata (1989),
Guys and Dolls (1992),
Love! Valour! Compassion! (1995),
A Funny Thing Happened on the Way to the Forum (1996) o
Los productores (2001),
ganando dos Premios Tony por estas dos últimas. En 2010 volvió a Broadway para interpretar a Gómez Addams en la adaptación musical de The Addams Family
Lane hizo su debut cinematográfico en 1987 con el drama Ironweed, de Héctor Babenco. Tras esta, realizó varios roles como secundario en películas como The Lemon Sisters (1990), He Said, She Said (1991) o Addams Family Values (1993), pero es su actuación en la película The Birdcage (1996), de Mike Nichols, la que consolida su carrera y resulta todo un éxito de taquilla. Su representación del excéntrico Albert le valió el Premio del Sindicato de Actores al mejor reparto y una nominación a los Globos de Oro.
Su siguiente éxito sería la versión cinematográfica de Los productores (2005), escrita y dirigida por Mel Brooks.
También destacan actuaciones de voz como la de Timón en El rey león (1994) y sus secuelas, o su papel del gato Snowbell en Stuart Little (1999), repitiendo papel en Stuart Little 2 (2002).

## Filmografía (selección)
Como actor:
- 1987: Tallo de hierro
- 1990: The Lemon Sisters
- 1991: Frankie and Johnny
- 1991: He Said, She Said
- 1993: Life with Mikey
- 1993: Addams Family Values
- 1995: Jeffrey
- 1996: The Birdcage
- 1997: MouseHunt
- 1999: A primera vista
- 2000: Ella es única
- 2000: Trabajos de amor perdidos
- 2000: Trixie
- 2002: Austin Powers in Goldmember
- 2002: Nicholas Nickleby
- 2004: Win a Date with Tad Hamilton!
- 2005: The Producers
- 2008: Swing Vote
- 2009: The Nutcracker
- 2009-2020: Modern Family
- 2012: Mirror Mirror
- 2012: The English Teacher
- 2018: The Blacklist
- 2021: Solo asesinatos en el edificio
- 2023: Beau tiene miedo[3]
- 2023: Dicks: The Musical[4]
- 2023: The Gildged Age
- 2024: Monstruos: La historia de Lyle y Erik Menéndez|

Como actor de voz:
- 1994: El rey león
- 1995-1998: Timón y Pumba (serie animada de televisión)
- 1998: The Lion King II: Simba's Pride(directa a video)
- 1999: George and Martha (serie de televisión)
- 1999: Stuart Little
- 2000: Titan A.E.
- 2000: Teacher's Pet (serie de televisión)
- 2002: Stuart Little 2
- 2004: El rey león III(directa a video)
- 2004: Teacher's Pet la pelicula
- 2009: Astro Boy
- 2024: Spellbound

## Premios y nominaciones
Premios Globo de oro
| Año  | Categoría                       | Película      | Resultado |
| ---- | ------------------------------- | ------------- | --------- |
| 2006 | Mejor actor - Comedia o musical | The Producers | Nominado  |
| 1997 | Mejor actor - Comedia o musical | The Birdcage  | Nominado  |

Premios Primetime Emmy
| Año  | Categoría                               | Serie de TV   | Resultado |
| ---- | --------------------------------------- | ------------- | --------- |
| 2011 | Mejor actor invitado - Serie de comedia | Modern Family | Nominado  |
| 1998 | Mejor actor invitado - Serie de comedia | Mad About You | Nominado  |
| 1995 | Mejor actor invitado - Serie de comedia | Frasier       | Nominado  |

Premios Daytime Emmy
| Año  | Categoría                               | Serie de TV       | Resultado |
| ---- | --------------------------------------- | ----------------- | --------- |
| 2001 | Mejor actor en un programa de animación | Teacher's Pet     | Ganador   |
| 2000 | Mejor actor en un programa de animación | George and Martha | Nominado  |
| 1996 | Mejor actor en un programa de animación | Timon and Pumbaa  | Ganador   |

Premios del Sindicato de Actores
| Año  | Categoría              | Película     | Resultado |
| ---- | ---------------------- | ------------ | --------- |
| 1996 | Mejor reparto          | The Birdcage | Ganador   |
| 1996 | Mejor actor de reparto | The Birdcage | Nominado  |

Premios Tony
| Año  | Categoría                                    | Musical                                      | Resultado |
| ---- | -------------------------------------------- | -------------------------------------------- | --------- |
| 2018 | Mejor actor de reparto en una obra de teatro | Angels in America                            | Ganador   |
| 2001 | Mejor actor principal en un musical          | Los productores                              | Ganador   |
| 1996 | Mejor actor principal en un musical          | Funny Thing Happened on the Way to the Forum | Ganador   |
| 1992 | Mejor actor principal en un musical          | Guys and Dolls                               | Nominado  |